# Cal Seró
Cal Seró és una obra del municipi del Soleràs a la comarca de les Garrigues inclosa a l'Inventari del Patrimoni Arquitectònic de Catalunya.

## Descripció
És una casa de planta baixa i dos pisos que trenquen la fesonomia original de l'habitatge; que consistia en un pis d'alçada. Cap a 1880 es van aquestes modificacions i es va ampliar d'una planta a partir de la línia d'imposta i com a conseqüència es van desfer les obertures d'arquets similars a les d'altres cases de la població. Les finestres del primer pis també van canviar passant a set balcons. Exteriorment es tracta d'una façana de pedra picada i arrebossada en la part baixa. Destaquen els guardapols i motllures que decoren les obertures a mode de marc. La coberta és a dues aigües i de teula àrab. La part interior està feta d'embigat de fusta i canyís. La casa hauria disposat d'una alcova però en un moment indeterminat, es va enderrocar.

## Història
Anteriorment la casa pertanyia al senyor Ventura Vilalta que passà a residir a Puigverd. Té una llinda amb la data de 1790. Durant la guerra civil (1936- 1939) la família que hi residia se'n va anar i la va cedir com a hospital de malaltson recuperaven els malalt i ferits en convalescència.